# قناة الراي
قناة الراي ، هي قناة تلفزيونية كويتية متنوعة تبث من الكويت. بدأت البث في 15 أكتوبر 2004، وهي أول قناة خاصة في الكويت. تبث البرامج الكويتية والمسلسلات العربية والأفلام الأجنبية بالإضافة إلى نشرات إخبارية.
يحرص تلفزيون الراي على إنتاج وتقديم أرقى ما يمكن الوصول إليه من البرامج الإخبارية والبرامج المنوّعة إلى مشاهديه في دولة الكويت وباقي دول مجلس التعاون الخليجي،  بالإضافة إلى أكثر من 20 مليون مشاهد عربي في أنحاء الوطن العربي وبقيّة أرجاء العالم. يتمتع تلفزيون الراي بجدول برامج مدروس بعناية ومبني على البحوث المستمرّة لتأمين مجموعة من البرامج المتنوّعة التي تلبّي متطلّبات الرجال، النساء، المراهقين، والأطفال على حدّ سواء.
بفضل استخدام أحدث تجهيزات البثّ التلفزيوني الفضائي، فإنّ تلفزيون الراي يبث إرساله وفقا لأرقى المعايير عن طريق الأقمار الصناعيّة نايل سات وعرب سات.

## طاقم المذيعين
- عبد الوهاب العيسى
- عبدالله بوفتين
- عبد الله مال الله
- هاشم أسد الله
- أحمد مال الله
- صالح الراشد
- مشاعل عقيل
- نواف القطان
- أحمد العنزي
- أروى يوسف
- غادة يوسف
- سالم الخضر
- سميرة عبد الله
- محمد المؤمن
- محمد السداني
- راشد الهلفي
- محمد جوهر حيات
- ريم النجم
- حمد العلي

## إقرا أيضا
- طيران الجزيرة
- جاسم بودي

## وصلات خارجية
- الموقع الرسمي لقناة الراي
- الموقع الرسمي لقناة الراي على الفايسبوك
- الموقع الرسمي لقناة الراي على Youtube